# 瓦尔特斯豪森
瓦尔特斯豪森（德語：Waltershausen，發音：[valtɐsˈhaʊzn̩] ⓘ）是德国图林根州哥达县的城市，面积60.62平方千米，2023年12月31日人口为12,512人。2013年12月31日，市镇埃姆瑟塔尔并入瓦尔特斯豪森。